# Appels au meurtre
Ne doit pas être confondu avec Appel au meurtre.
Pour plus de détails, voir Fiche technique et Distribution.
Appels au meurtre ou Les Yeux de l'étranger (Eyes of a Stranger) est un thriller américain réalisé par Ken Wiederhorn, sorti en 1981.

## Synopsis
Un violeur et tueur en série terrorise Miami en harcelant au téléphone ses victimes avant de les violer et de les tuer. Une journaliste télé féministe, Jane Harris, est persuadée que l'un de ses voisins est le psychopathe en question. Alors que son petit ami refuse de la croire et de l'aider dans son enquête, Jane se met en danger pour prouver la culpabilité de l'homme qu'elle désigne comme le pervers meurtrier, notamment pour protéger sa jeune sœur sourde et muette, Tracy, traumatisée par un viol qu'elle a subi. Pour le provoquer, elle décide de le harceler au téléphone comme il le fait avec ses proies. Mais ce dernier, un certain Stanley, reconnaît sa voix lorsqu'il aperçoit Jane à la télévision où elle présente un journal. Dès lors, un jeu dangereux commence entre elle et le maniaque sexuel…

## Fiche technique
- Titre original : Eyes of a Stranger
- Titre français : Appels au meurtre
- Titre français alternatif : Les Yeux de l'étranger
- Réalisation : Ken Wiederhorn
- Scénario : Ron Kurz (crédité comme Mark Jackson)
- Montage : Rick Shaine
- Musique : Richard Einhorn
- Photographie : Mini Rojas
- Production : Ronald Zerra
- Société de production : Georgetown Productions
- Société de distribution : Warner Bros
- Pays d'origine :  États-Unis
- Langue originale : anglais
- Format : couleur
- Genre : Slasher et thriller
- Durée : 85 minutes
- Dates de sortie : 
  -  États-Unis : 11 février 1981
- Interdit aux moins de 12 ans

## Distribution
- Lauren Tewes (VF : Sylvie Feit)  : Jane Harris
- Jennifer Jason Leigh : Tracy Harris
- John DiSanti : Stanley Herbert
- Peter DuPre (VF : Pierre Arditi)  : David
- Gwen Lewis : Debbie
- Kitty Lunn : Annette
- Timothy Hawkins : Jeff
- Ted Richert : Roger England
- Toni Crabtree : Mona
- Jose Bahamonde : Jimmy